# 矢代操

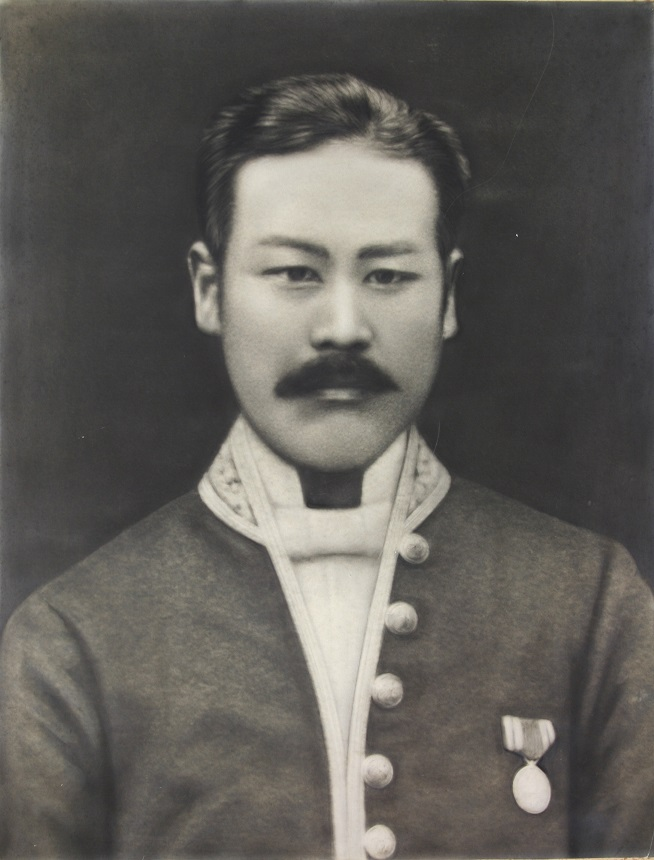
矢代操

矢代 操（やしろ みさお、嘉永5年6月20日（1852年8月5日） - 明治24年（1891年）4月2日）は、日本の民法学者。明治法律学校（のちの明治大学）の創立者の1人である。ギュスターヴ・エミール・ボアソナードの弟子。　
　

## 経歴

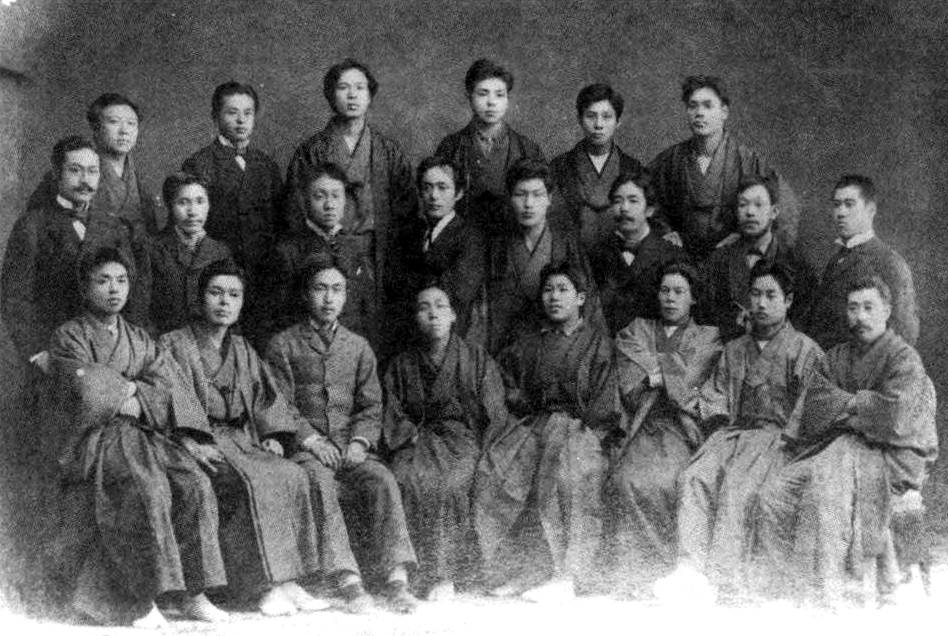
1884年判事登用試験合格記念写真（上段左から2人目が岸本辰雄、中段左端が矢代操、中段左から3人目が西園寺公望、中段左から6人目が宮城浩蔵、中段右端が杉村虎一）

1852年、越前国（現福井県）にて鯖江藩士松本伝吾の三男として生まれる。初名は美太（よしふと）。1861年に藩校進徳館で学び、1869年10月、同藩士矢代潤蔵の養子となった。
1870年8月、貢進生に選ばれて上京し、大学南校を経て司法省法学校に進む。同校で知り合った岸本辰雄と宮城浩蔵はボアソナードの推挙によりフランスに留学したが、矢代は「新入諸生徒ニモ及ハサル」成績のため 留学も司法省への入省もできず、卒業後、時習社（法律系出版社）の設立に参画し、また法律学校である講法学舎の幹事となる。やがてフランスから帰国した岸本と宮城を講法学舎の講師に招いたが、同舎の内紛で学生の集団退学騒動が起きたため、岸本・宮城の両名とともに1881年1月に明治法律学校を創立した。
1879年10月、元老院に奉職し、刑法草按審査局雇（治罪法草按審査局兼務）となり、翌年陸軍刑法草案審査局と海軍刑法審査局も兼務した。1890年7月に貴族院書記官、同年9月に貴族院議事課長となったが、1891年に腸チフスのため39歳で死去。墓所は青山霊園。
生地である鯖江市の鯖江資料館（現・まなべの館）に胸像が建つ。

## 著書

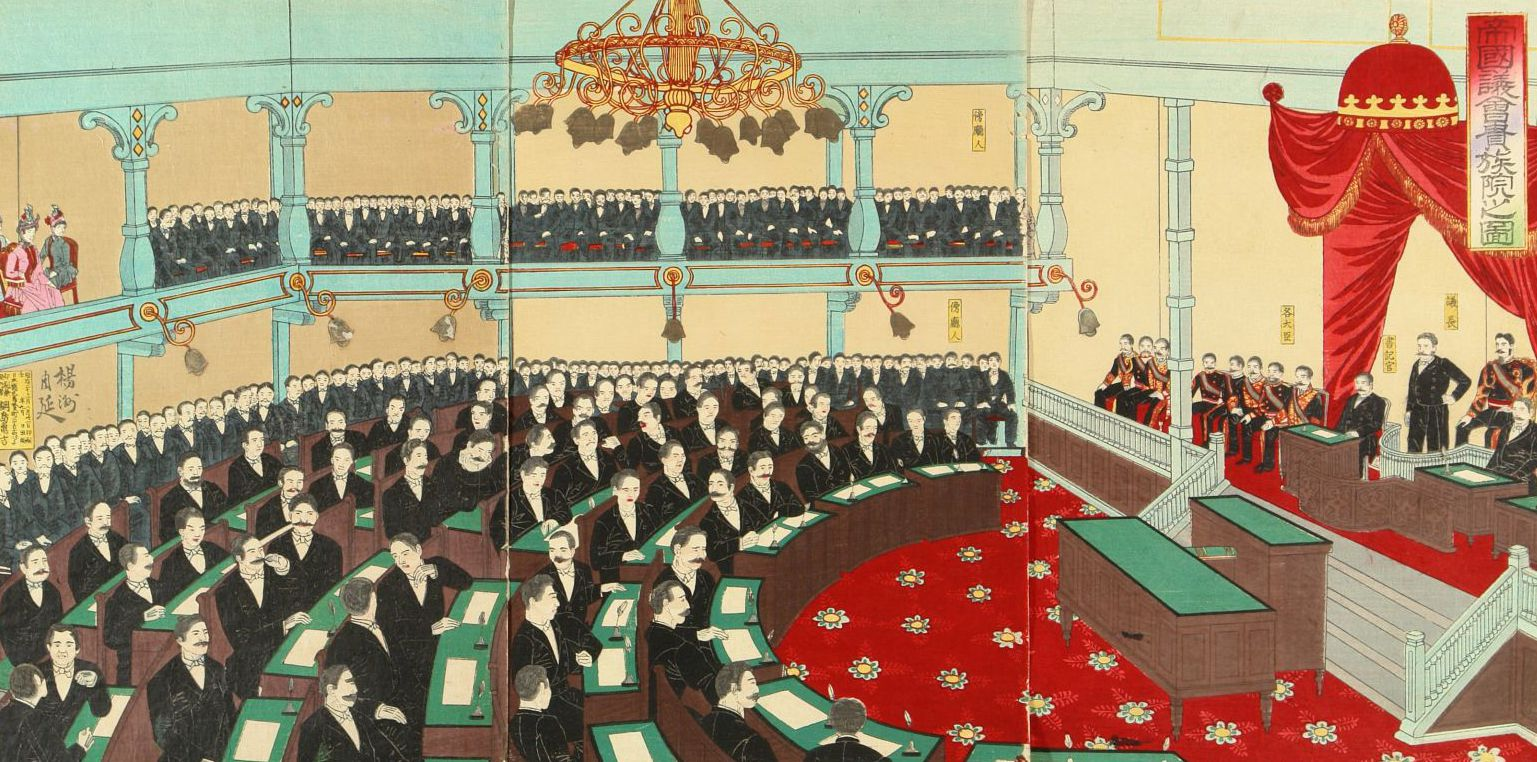
帝国議会貴族院之図（1890年）

- 『私犯法講義：仏国民法』 講法会出版
- 『仏国民法契約編講義』 明治法律学校講法会、1890年
- 『仏国民法 射幸契約、代理、保証、和解、質 編講義』 明治法律学校講法会、1890年
- 『仏国民法夫婦財産契約篇講義』 明治法律学校講法会、1890年
- 『仏蘭西民法相続及贈遺遺嘱編講義』 明治法律学校講法会、1890年
- 『仏国民法：相続、贈遺、遺嘱篇講義』 明治法律学校講法会、1891年
- 『民法財産取得編講義 巻之一』 共著、明治法律学校講法会、1895年
- 『民法財産取得編講義 巻之二』 共著、明治法律学校講法会、1895年

## 栄典

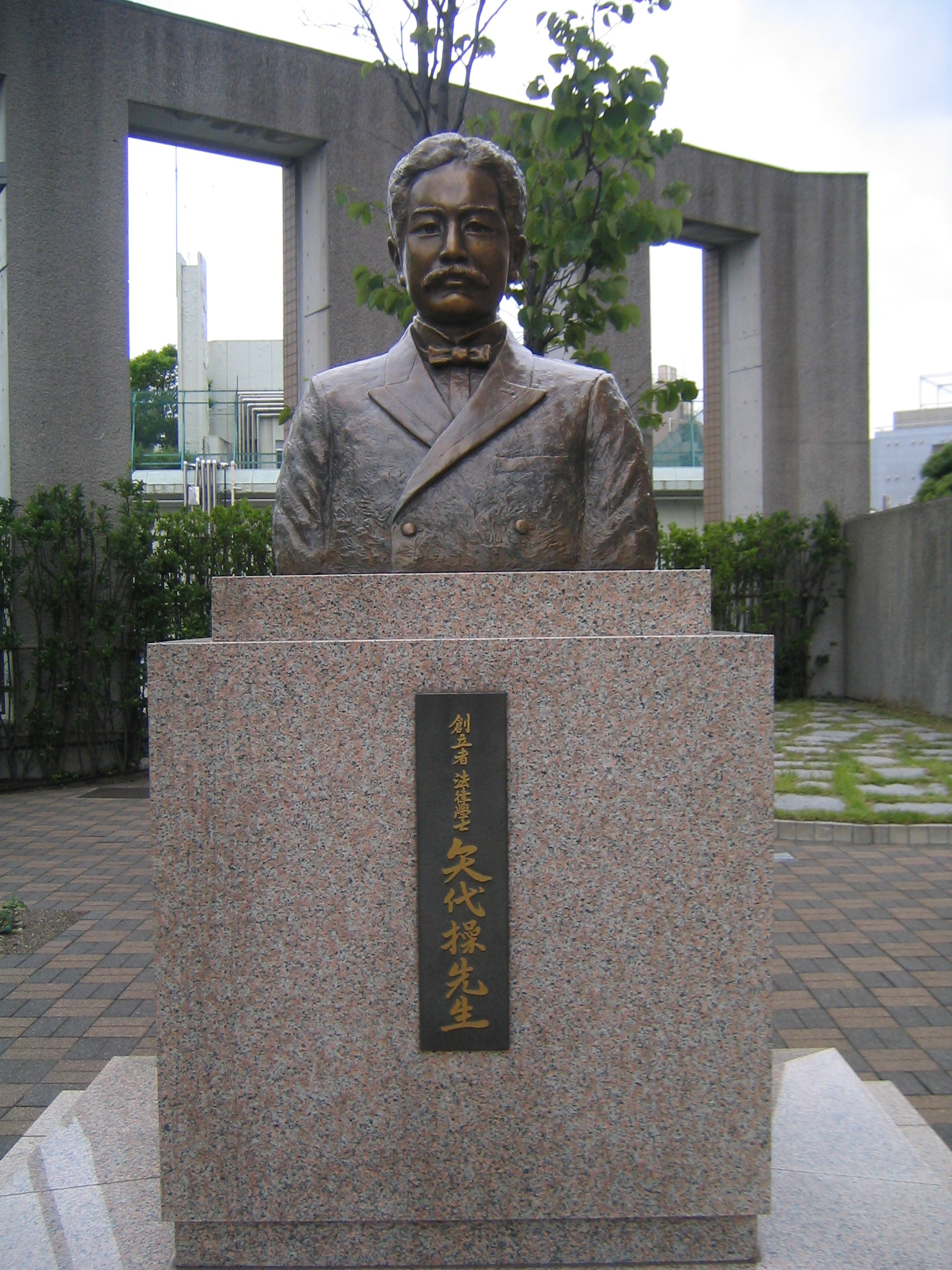
矢代操胸像

- 1889年（明治22年）11月29日 - 大日本帝国憲法発布記念章[6]
- 1891年（明治24年）4月4日 - 叙従六位[7]